# Sony Alpha 330
α 300 α 33
Le Sony Alpha 330 (typographié α 330) est un reflex
entrée de gamme commercialisé à partir du premier trimestre 2009 par Sony.

## Caractéristiques
Design bicolore ultra compact et raffiné : léger et facile à transporter pour des grands voyages, des vacances et des petits week-ends.
- Capteur CCD haute résolution de 10,2 mégapixels et processeur Bionz
- Quick AF Live View avec écran LCD inclinable
- Grand écran « Clear Photo LCD Plus » 2,7″ net et très contrasté, doté d’un large angle de vue pour une visualisation des photos lumineuses et détaillées.
- Affichage graphique à l’écran pour une utilisation simplifiée : les effets de l’ouverture et de la vitesse d’obturation choisies s’affichent à l’écran.
- Le stabilisateur SteadyShot INSIDE assure la stabilité de l’appareil lorsque vous photographiez à main levée ; fonctionne avec tous les objectifs α.
- Six modes de sélection de scène et manuel d’aide à l’écran : règle instantanément les paramètres de l’appareil photo pour s’adapter au sujet.
- Haute sensibilité jusqu’à 3 200 ISO et réduction du bruit ISO maximale pour des images naturelles dotées de couleurs magnifiques, même en condition de faible luminosité.
- Prise de vue continue jusqu’à 2,5 images/s
- Autofocus 9 points avec activation EyeStart pour une mise au point rapide et précise.
- Optimisateur de plage dynamique avec mode Avancé pour régler la luminosité et le contraste pour de magnifiques photos en contre-jour.
- Le mode Retardateur déclenche une série de 3 ou 5 photos
- Sortie HDMI pour affichage sur TV HD (câble en option requis)
- Le mode PhotoTV HD améliore la visualisation des photos sur les téléviseurs BRAVIA compatibles
- BRAVIA Sync permet de contrôler les fonctions de lecture de l’appareil photo à l’aide de la télécommande de votre téléviseur BRAVIA.